# エルカ酸
エルカ酸（エルカさん、Erucic acid、エルシン酸と記載されることもある）は、一価不飽和のω-9脂肪酸で、22:1 ω-9と表現される。ナタネの種、アラセイトウの種、カラシの種から作られる植物油の脂肪酸残基の40-50%をエルカ酸残基は構成している。また、エルカ酸の組織名はcis-13-ドコセン酸で、そのトランス異性体はブラシジン酸である。
エルカ酸は過剰摂取により心臓病などの心臓障害を引き起こす。動物実験からエルカ酸を多量に含む餌を与えて長期飼育すると心筋に影響することが知られていた。このため、現在食用として流通するナタネ油は、エルカ酸残基の代わりにオレイン酸残基を多く含むキャノーラを原料としている。
エルカ酸の誘導体は化粧品などに使用される。オクチルドデカノールとのエステル・エルカ酸オクチルドデシル、オレイルアルコールとのエステル・エルカ酸オレイルは保護剤、油剤、閉塞剤として用いられる。グリセリンとのエステル・エルカ酸グリセリルは、乳化剤、保湿剤、合成界面活性剤として用いられる。

## 用途
化粧品に使用される成分「エルカ酸オクチルドデシル（EOD）」は、アメリカでは別名：合成ホホバ油と呼ばれているエステルである。EODは、「2-オクチルドデカノール」、「天然油脂（ホホバ油）」に含まれている脂肪酸であるエルカ酸など、これらを結合した油のことである。これらの成分を化粧品に配合する場合には「油剤」、「閉塞剤」など、これらの目的で配合される。この成分を化粧品に配合することで、「肌にうるおいを与え保つ」、「肌を滑らかに整える」等といった効果が期待できる。EODを使用した化粧品には、クリーム、ファンデーション、乳液、頭髪用化粧品等が挙げられる。
重合する性質と乾燥性があり、油彩画の結合剤に使われる。エルカ酸は容易に多くの有機化合物を形成する。したがって、重合が必要な有機基質に非常に適している。これは、特に写真用フィルムと紙をコーティングするエマルションの製造に便利である。多くの異なるエルカ酸化合物の複合混合物は一般に、カラーフィルムに用いられる。特に皮膚とヘルスケア製品のために、広く保湿成分として使われている。他の脂肪酸のように、界面活性剤に変換する。エルカ酸は摩擦学において特に優れた潤滑油である。エルカ酸アミドをプラスチックフィルムの製造に使うと、エルカ酸アミドがその表面に移動し隣接する同様のフィルムに接着する。
エルカ酸は高い熱量の脂肪酸であり、発火点が非常に低く、高いセタン価で、また、良好な潤滑性のためバイオディーゼルの有用な構成要素である。
オレイン酸とエルカ酸を4:1の割合で配合したもの（正確にはそれぞれのトリグリセリド）はLorenzo's Oilと呼ばれ、副腎白質ジストロフィーの実験的治療に使用される。
エルカ酸に局所水素添加することにより、ベヘン酸に変換することができる。